# 王禹堂
王禹堂（？—1863年），字幼沛，号笠渔。陕西盩厔县（今周至县）二曲镇北潭堡人，清朝政治人物。

## 生平
道光八年（1828年）陕西乡试第一名（解元）。道光九年（1829年）中式己丑科进士。补刑部主事，记名御史。王禹堂为人豪放，与同官多有不和，故告假回乡，著书教授。同治二年（1863年），李蓝反清军队攻陷盩厔县城，王禹堂被俘，软禁期间欲为清军内应，事泄被杀。墓在二曲堡南。
其文字骏逸，与益阳人汤鹏并称“南汤北王”，有《四书说》、《樽酒路谈》、《百花诗草》等，另有诗歌体地方志《土风草》。